# Stuart MacGill
Pour les articles homonymes, voir MacGill.
Stuart MacGill (né le 25 février 1971 à Perth), parfois surnommé Mac, est un joueur international de cricket australien. Il est un spécialiste du leg spin.
Il a disputé son premier test pour l'équipe d'Australie en 1998 et son premier ODI en 2000.
La présence de Shane Warne en équipe d'Australie a limité son nombre de sélections en test cricket.
En 2004, il refuse de participer à la tournée de l'équipe d'Australie au Zimbabwe pour des raisons politiques.

## Équipes
- Nouvelle-Galles du Sud
- Australie-Occidentale
- Nottinghamshire
- Somerset

### Sélections
- 40 sélections en test cricket.
- 3 sélections en ODI.